# Дозоло
Дозоло (итал. Dosolo) —  коммуна в Италии, располагается в регионе Ломбардия, подчиняется административному центру Мантуя.
Население составляет 3085 человек, плотность населения составляет 123 чел./км². Занимает площадь 25 км². Почтовый индекс — 46030. Телефонный код — 0375.
Покровителями коммуны почитаются святые Гервасий и Протасий, праздник ежегодно празднуется 19 июня.